# Idrometro

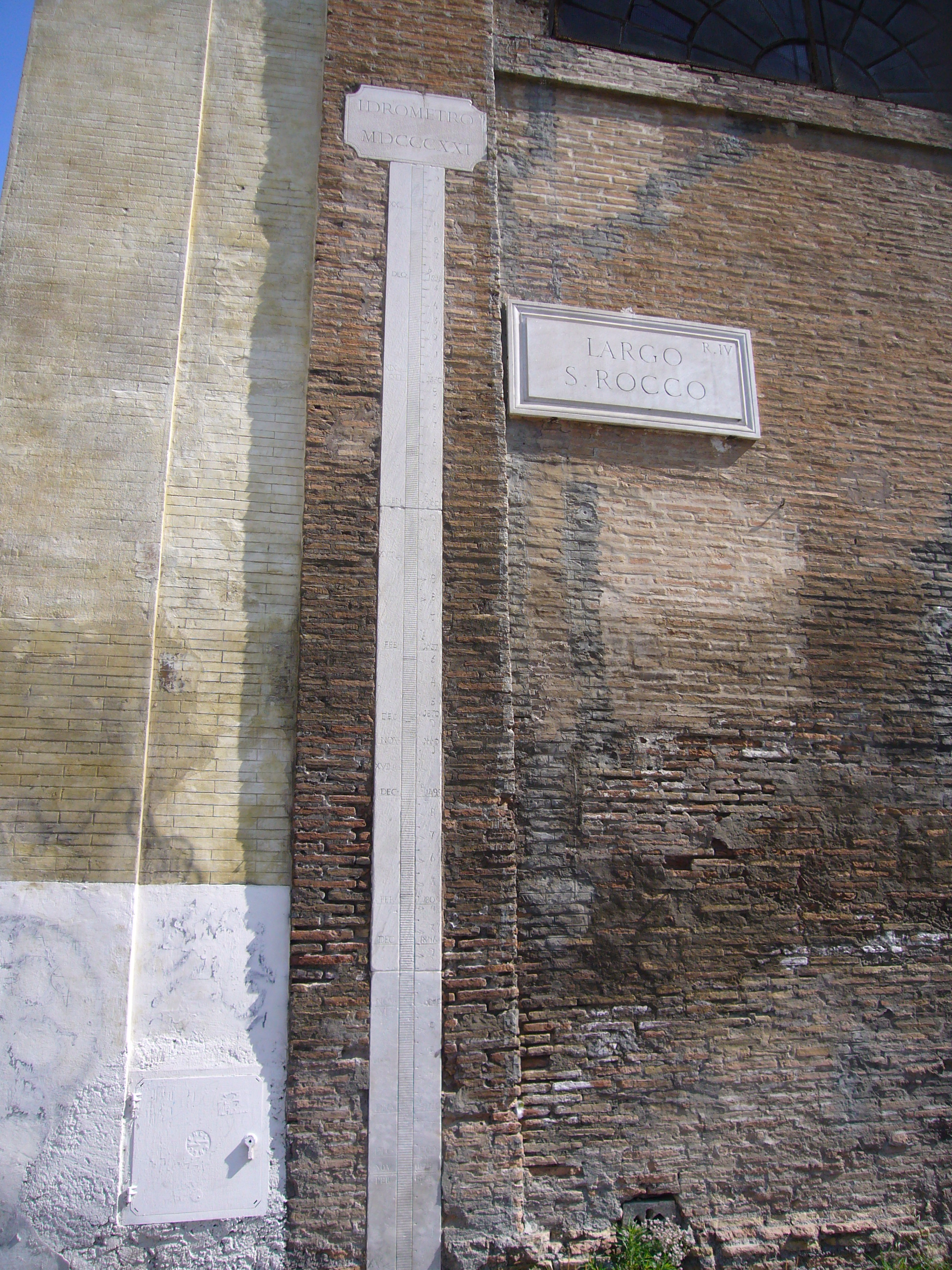
Idrometro a Roma sul Tevere

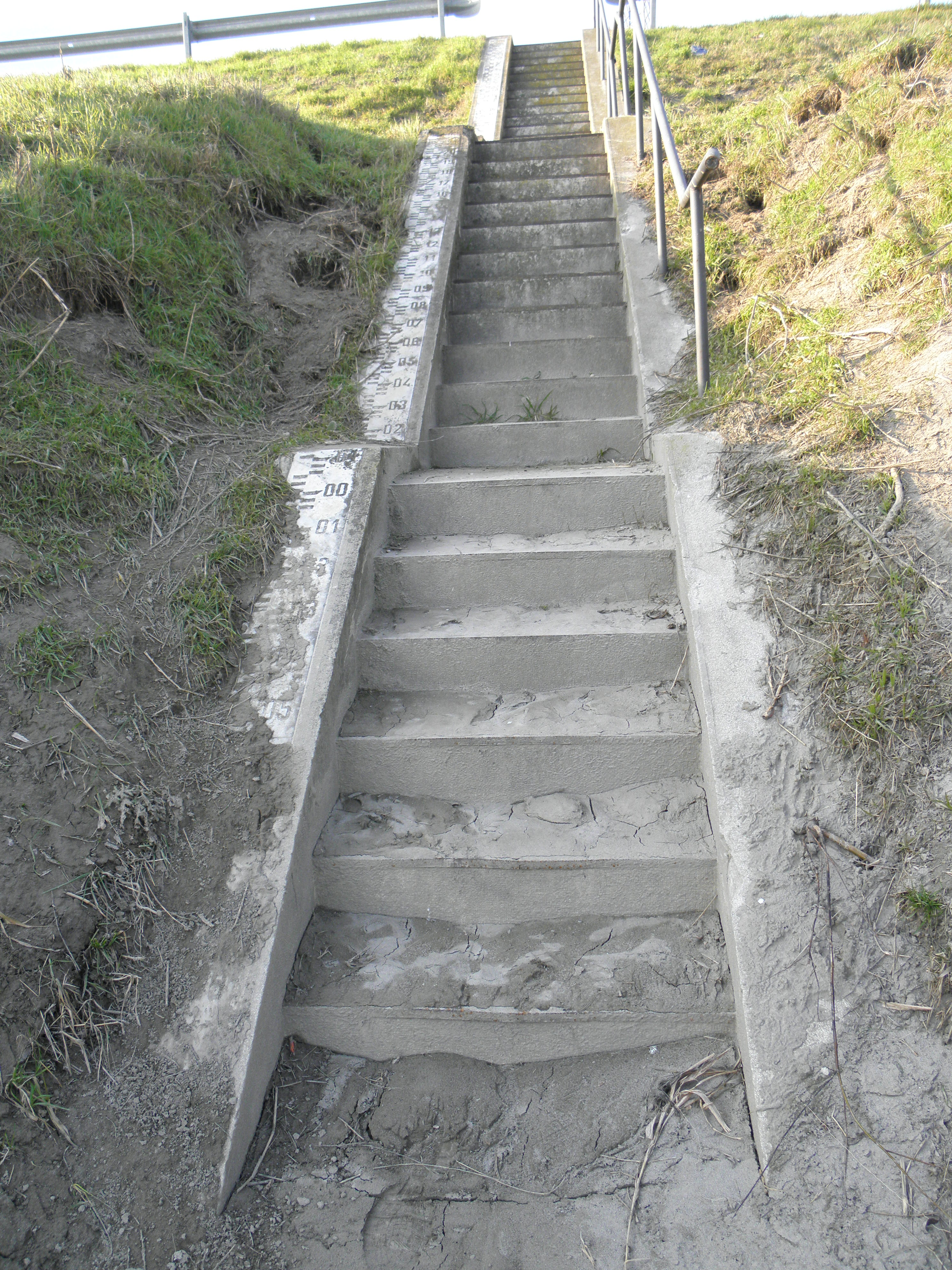
Boara Pisani: scala e idrometro sull'argine sinistro del fiume Adige.

L'idrometro è lo strumento che rileva le quote idrometriche, cioè il livello dell'acqua, dei fiumi o dei laghi.
Il più semplice idrometro è quello ad asta, costituito da una barra, generalmente in lega metallica per resistere alla corrosione, dotata di tacche numerate (in metri, centimetri, ecc.) e posta verticalmente a contatto con l'acqua, spesso fissata ad una spalla o ad una pila di un ponte o di una banchina fluviale.
Attualmente vengono utilizzati anche strumenti più complessi (idrometrografi, teleidrometri) che utilizzano tecnologie moderne (laser, ultrasuoni, ecc.) per trasmettere i dati in tempo reale.
Per "livello idrometrico" in un determinato luogo di un fiume o un lago si intende il dislivello tra la superficie dell'acqua del corpo idrico ed un punto di riferimento altimetrico, che può essere il livello medio del mare (l.m.m.) oppure lo "zero" dell'idrometro stesso (detto "zero idrometrico").
Lo zero dell'idrometro è la quota altimetrica (sul livello medio del mare) che si è convenuta per quell'idrometro. È un valore di riferimento convenzionale, specifico per un ciascun idrometro installato, e non corrisponde al fondo dell'alveo (perché è soggetto a costante modificazione del profilo).
L'idrometro è un valido aiuto per la salvaguardia del territorio contro i pericoli conseguenti alle piene dei fiumi, poiché è il monitoraggio dei livelli idrometrici che consente di fare previsioni sull'andamento degli eventi di piena e di conseguenza allertare gli organi di protezione civile per eventualmente evacuare la popolazione.
Esempio: di un idrometro si decide che lo zero sia a 9,31 metri s.l.m.m. (sul livello medio del mare), perciò la corrispondenza tra una lettura idrometrica riferita allo zero dell'idrometro ed il livello del mare si fa sommando questa a 9,31 (ad una lettura idrometrica di +1,25 metri sopra lo zero idrometrico corrisponde una quota di 10,56 metri sopra il livello medio del mare, infatti: 1,25 + 9,31 = 10,56).